# La storia del generale Houston
La storia del generale Houston (The First Texan) è un film del 1956 diretto da Byron Haskin.
È un western statunitense ambientato nel 1836 con Joel McCrea, Felicia Farr e Jeff Morrow.

## Trama
Sam Houston, avvocato ed ex governatore del Tennessee, si reca a San Antonio, in Texas, per iniziare una nuova vita. Qui incontra Jim Bowie, che è determinato a liberare il territorio dal dominio del Messico.

## Produzione
Il film, diretto da Byron Haskin su una sceneggiatura e un soggetto di Daniel B. Ullman, fu prodotto da Walter Mirisch per la Allied Artists Pictures e girato nel Janss Conejo Ranch a Thousand Oaks, nel North Ranch ad Agoura Hills, e nei Republic Studios a Hollywood, in California, dal 14 ottobre all'inizio di novembre 1955. Il brano della colonna sonora The First Texan fu composto da Roy Webb.

## Distribuzione
Il film fu distribuito con il titolo The First Texan negli Stati Uniti dal 29 giugno 1956 al cinema dalla Allied Artists Pictures.
Altre distribuzioni:
- in Portogallo il 2 gennaio 1957 (Liberdade ou Morte)
- in Germania Ovest il 1º marzo 1957 (Der Held von Texas)
- in Austria nell'agosto del 1957 (Der Held von Texas)
- in Danimarca il 10 marzo 1958 (Helten fra Texas)
- in Finlandia il 15 agosto 1958 (Texasin urhot)
- in Brasile (O Homem do Destino)
- in Spagna (Libertad o muerte)
- in Francia (Attaque à l'aube)
- in Grecia (Ekdikithika gia to Alamo) (Epanastasis sto Texas)
- in Italia (La storia del generale Houston)

## Promozione
Le tagline sono:
- HE LEFT HIS MARK ACROSS THE WEST'S THOUSAND TOUGHEST MILES" From the Red River to the Rio Grande he was hunted and feared...a restless giant in a violent land!
- A GIANT OF A MAN...IN A GIANT OF A LAND! Tall in the saddle, restless of heart...he ranged across a violent land, forging an era with cold steel!
- LUSTIEST OF ALL THE GREAT WESTERNERS!